# Ugo Farulli
Ugo Farulli (Firenze, 4 aprile 1869 – Roma, 26 novembre 1928) è stato un direttore teatrale, commediografo e attore italiano.

## Biografia
Iniziò la carriera come attore in compagnie filodrammatiche della sua città, e successivamente, a partire dal 1901, lavorò come generico in compagnie più importanti quali la Talli-Gramatica-Calabresi, la compagnia di Alfredo De Sanctis e quella di Andrea Maggi. Nel 1909 entrò a far parte della compagnia stabile del Teatro Argentina, con cui ottenne i suoi primi successi come attore.
Esordì come commediografo nel 1911, con Le signorine della villa accanto, che ebbe immediato successo e fu in seguito adattato per il grande schermo nel film omonimo. Dopo un'esperienza con una compagnia a suo nome, nel 1913 rientrò al Teatro Argentina, questa volta non solo come attore ma anche come direttore teatrale. Nel 1916 formò una compagnia insieme a Dante Cappelli e fu protagonista del film comico Farulli si arruola, mentre l'anno dopo iniziò una lunga collaborazione con l'attore Nando Leonelli.
Dopo la guerra, tra il 1919 e il 1921 si stabilì a Napoli con la sua compagnia, ribattezzata "Stabile del Teatro Sannazzaro", e ottenne un notevole successo critico e di pubblico. Nel 1921 fu colpito da malattia, e dovette lasciare le redini della compagnia a Leonelli. Riprese l'attività qualche anno dopo, formando una compagnia insieme con Marga Cella e in seguito come semplice attore nella compagnia Celli-De Cristoforo e in quella di Annibale Ninchi.